# Franciszek Rożek
Franciszek Rożek (ur. 23 listopada 1896 w Kotlinie, zm. 9 czerwca 1986) – uczestnik powstania wielkopolskiego, weteran wojenny, działacz społeczny.

## Życiorys
Pochodził z rodziny chłopskiej, był synem Kacpra i Elżbiety z Półrolniczaków. W 1907 brał udział w strajku szkolnym jako uczeń szkoły powszechnej w Kotlinie. Od 1915 walczył w mundurze niemieckim na frontach I wojny światowej, głównie na Zachodzie. Urlopowany po zakończeniu działań wojennych, w styczniu 1919 zgłosił się ochotniczo do 8 pułku strzelców wielkopolskich pod dowództwem Ludwika Bociańskiego. Był żołnierzem 2. kompanii I batalionu w Pleszewie, brał udział w walkach pod Zdunami, Rawiczem, Miejską Górką, a potem na froncie północnym (Nakło, Bydgoszcz, Szubin, Kcynia). W 1920 uczestniczył w wojnie polsko-bolszewickiej. Wskutek ciężkiej ranny odniesionej pod Wołkowyskiem opuścił armię jako inwalida wojenny. Oprócz renty utrzymywał się z pracy na otrzymanym po rodzicach gospodarstwie w Kotlinie.
W 1941 został usunięty z gospodarstwa przez administrację niemiecką. Mieszkał w Zakrzewie, był robotnikiem kolejowym w Witaszycach. Po wojnie wrócił do Kotlina, gdzie udzielał się społecznie. Zasiadał w radach narodowych – gromadzkiej i gminnej, był ławnikiem sądu okręgowego w Ostrowie Wielkopolskim, członkiem zarządu kółka rolniczego w Kotlinie, działaczem miejscowego koła Związku Bojowników o Wolność i Demokrację.
Został odznaczony m.in. Krzyżem Kawalerskim Orderu Odrodzenia Polski i Wielkopolskim Krzyżem Powstańczym, a jeszcze przed wojną otrzymał medal „Za Wolność i Niepodległość”.
Był żonaty z Władysławą z domu Ignasiak, miał siedmioro dzieci: Joannę, Bronisławę, Zofię, Władysława, Kazimierza, Czesława, Anielę. Zmarł 9 czerwca 1986 i pochowany został na cmentarzu w Kotlinie.